# Sedum caducum
Sedum caducum es una especie de plantas de la familia de las crasuláceas, comúnmente llamadas, siemprevivas, conchitas o flor de piedra (Crassulaceae), dentro del orden Saxifragales en lo que comúnmente llamamos plantas dicotiledóneas, aunque hoy en día se agrupan dentro de Magnoliopsida. El nombre del género significa “sedentario” o “estar sentado”, esto probablemente por sus hábitos de crecimiento; la especie está dada aparentemente por el hábito caduco de la especie.

## Clasificación y descripción
Planta de la familia Crassulaceae. Hierba perenne con raíces fibrosas, tallos decumbentes, papilosos; hojas romboide-obovadas, obtusas, sésiles, cóncavas ventralmente, gruesas, fácilmente caducas, de 7-22 mm de largo y 4-12 mm dc ancha, verdes moteadas de rojo. Inflorescencia hasta 15 cm de alto, en cimas terminales con 2-7 llores, pedícelos de 14.5 mm de largo, sépalos oblongos, obtusos, de 3.5-4 mm de largo, pétalos erectos (connatos 0.8 mm), blancos, nectarios blanco cremosos, translúcidos.

## Distribución
Endémica de México, solo se conoce de Tamaulipas, cerca de ciudad Victoria, entre los ríos Purificación y San Marcos.

## Hábitat
De acuerdo a ejemplares de herbario, crece en bosques mixtos, de pino, encino.

## Estado de conservación
No se encuentra catalogada bajo algún estatus o categoría de conservación, ya sea nacional o internacional.